# Alex amaura
Alex amaura là một loài bướm đêm trong họ Geometridae.